# Федерико I (Неапол)
Федерико I Неаполитански (на италиански: Federico I di Napoli; Federico d'Aragona; * 19 април 1452, Неапол; † 9 ноември 1504, Тур, Франция) е от 1496 до 1501 г. крал на Неапол от Династия Трастамара.

## Произход. Крал на Неапол
Той е вторият син на крал Фердинанд I (1424 – 1494) и първата му съпруга Изабела дьо Клермон (1424 – 1465), дъщеря на граф Тристан от Капертино и Катерина Орсини. Брат е на Алфонсо II и чичо на Фернандо II.
На 44 години Федерико I последва на трона бездетния си племенник Фернандо II, който умира през 1496 г.
През 1501 г. братовчед му, испанския крал Фернандо II Католикът, окупира Неаполитанското кралство. Федерико I се съюзява с френския крал Луи XII, предава му се и му оставя правата над кралството.
Федерико I умира през 1504 г. в Тур. Крал на Неапол става Фернандо II Католика.

## Фамилия
Федерико I се жени два пъти.
Първи брак: на 11 септември 1478 г. в Милано с Анна Савойска (19 април 1455 – 9 ноември 1480), дъщеря на херцог Амадей IX и Йоланда Валоа. Двамата имат едно дете:
- Карлота (1480 – 1506) ∞ 1500 Гуидо XV, граф на Лавал (1476 – 1531)

Втори брак: на 28 ноември 1486 г. в Андрия с Изабела дел Балцо (24 юни 1468 – 22 май 1533), дъщеря на Пиро дел Балцо, херцог на Андрия и княз на Алтамура, и на Мария Доната дел Балцо Орсини. С нея той има пет деца:
- Фернандо Арагонски (1488 – 1550), херцог на Калабрия ∞ 1505 Жермен дьо Фоа (1488 – 1538)
- Джулия (Юлия) д'Арагона (1492 – 1542) ∞ 1533 Джовани Джорджо Палеолог, маркграф на Монферат (1488 – 1533)
- Изабела († 1550)
- Алфонс
- Цезар (умира рано)